# Куничев
Куничев — упразднённый посёлок в Климовском районе Брянской области России. Входил в состав Брахловского сельского поселения. Исключен из учётных данных в 2005 году.

## География
Посёлок находился в юго-западной части Брянской области, в зоне хвойно-широколиственных лесов, в пределах Полесской низменности, на границе со Стародубским районом, на расстоянии примерно 3 километра (по прямой) к юго-востоку от села Брахлов.

### Климат
Климат характеризуется как умеренно континентальный, с умеренно тёплым летом и относительно мягкой зимой. Среднегодовая многолетняя температура воздуха составляет 5,2 °C. Средняя температура воздуха самого тёплого месяца (июля) — 18,2 °C (абсолютный максимум — 36 °C); самого холодного (января) — −8,1 °C (абсолютный минимум — −37 °C). Безморозный период длится в среднем 158 дней. Среднегодовое количество атмосферных осадков составляет 590 мм, из которых большая часть выпадает в тёплый период. Снежный покров держится в течение 113 дней.

## Население
Согласно результатам переписи 2002 года в национальной структуре населения русские составляли 100 % из 9 чел